# Daisen (Tottori)
Daisen (jap. 大山町 Daisen-chō) – miasto w Japonii, na wyspie Honsiu, w prefekturze Tottori. Według danych na rok 2020 miejscowość zamieszkiwało 15 370 mieszkańców , a gęstość zaludnienia wyniosła 81 os./km².